# Las Lagunas (Mijas)
Lagunas es una localidad española del municipio de Mijas, en la provincia de Málaga. También se le conoce como Mijas Costa, aunque este nombre es igualmente utilizado para designar a toda la zona sur del municipio, incluyendo los núcleos de La Cala de Mijas y Calahonda. Las Lagunas pertenece al mismo núcleo urbano de Fuengirola, actuando entre ellas como ciudades gemelas que aglutinan un total de 135 898 habitantes.  
La población total censada según el INE (Instituto Nacional de Estadística), el 1 de enero de 2023, era de 50.300 habitantes, siendo el núcleo más poblado de Mijas.

## Geografía

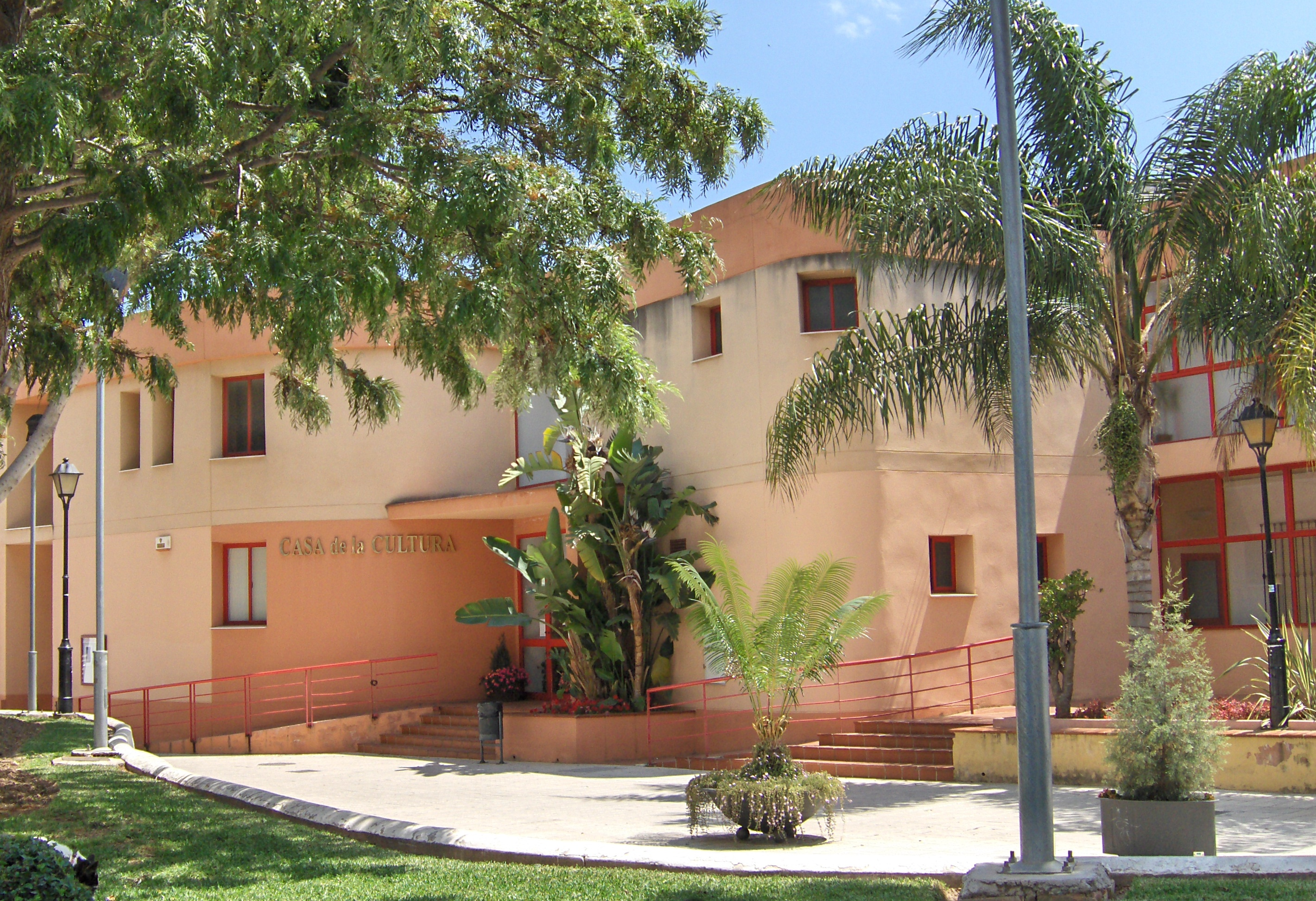
Casa de la Cultura.

Las Lagunas no tiene límites oficiales precisos, pero generalmente se considera parte de Las Lagunas al territorio delimitado al sur por el río Fuengirola, al este por el límite con el término municipal de Fuengirola (con el que forma un continuo urbano) y la A-7 y al norte y al oeste por la AP-7, abarcando tanto al núcleo originario de Las Lagunas como los barrios de El Juncal, Las Cañadas, El Albero, etc., las urbanizaciones de El Coto, La Sierrezuela, El Lagarejo y Campo Mijas y los polígonos industriales situados en la vega del río Fuengirola.
Las Lagunas es la zona más moderna, comercial y bulliciosa de Mijas, concentrando a más de la mitad de la población del término municipal con 40.159 habitantes según el censo del INE de 2009. Es una localidad de reciente creación. Del total de viviendas existentes en 2005, solo un 2,5% existía antes de 1965 y un 13,5% fueron construidas entre ese año y 1975. Es decir, más del 80% del núcleo urbano fue construido hace menos de 30 años.
| 2000   | 2001   | 2002   | 2003   | 2004   | 2005   | 2006   | 2007   | 2008   | 2009   |
| ------ | ------ | ------ | ------ | ------ | ------ | ------ | ------ | ------ | ------ |
| 21.760 | 23.315 | 24.815 | 27.670 | 28.471 | 31.008 | 33.428 | 35.448 | 38.400 | 40.159 |

## Arquitectura religiosa
- Parroquia San Manuel González: Es el único templo Católico que se halla en el núcleo de Las Lagunas. Sus comienzos fueron en el año 1984 en una pequeña capilla, donde en la actualidad se venera a la Virgen de Fátima. En el año 1992 se construyó el templo actual, el cual tiene la peculiaridad de ser un templo de base octogonal. En este templo se les da culto a las imágenes del Cristo de Medinaceli, Santísimo Cristo de la Unión, Nuestra Señora de la Piedad y Nuestra Señora de la Paz, esta última es la patrona del núcleo lagunero. El párroco desde los inicios de la Parroquia hasta la actualidad es el reverendo Don José María Ramos Villalobos.

El 16 de octubre del 2016 fue canonizado el hasta entonces beato Manuel González, que fue obispo de Málaga. Desde esta fecha la Parroquia San Manuel lo tomó como titular y tomando la identidad del Santo, pasando a llamarse parroquia San Manuel González.

## Transporte público

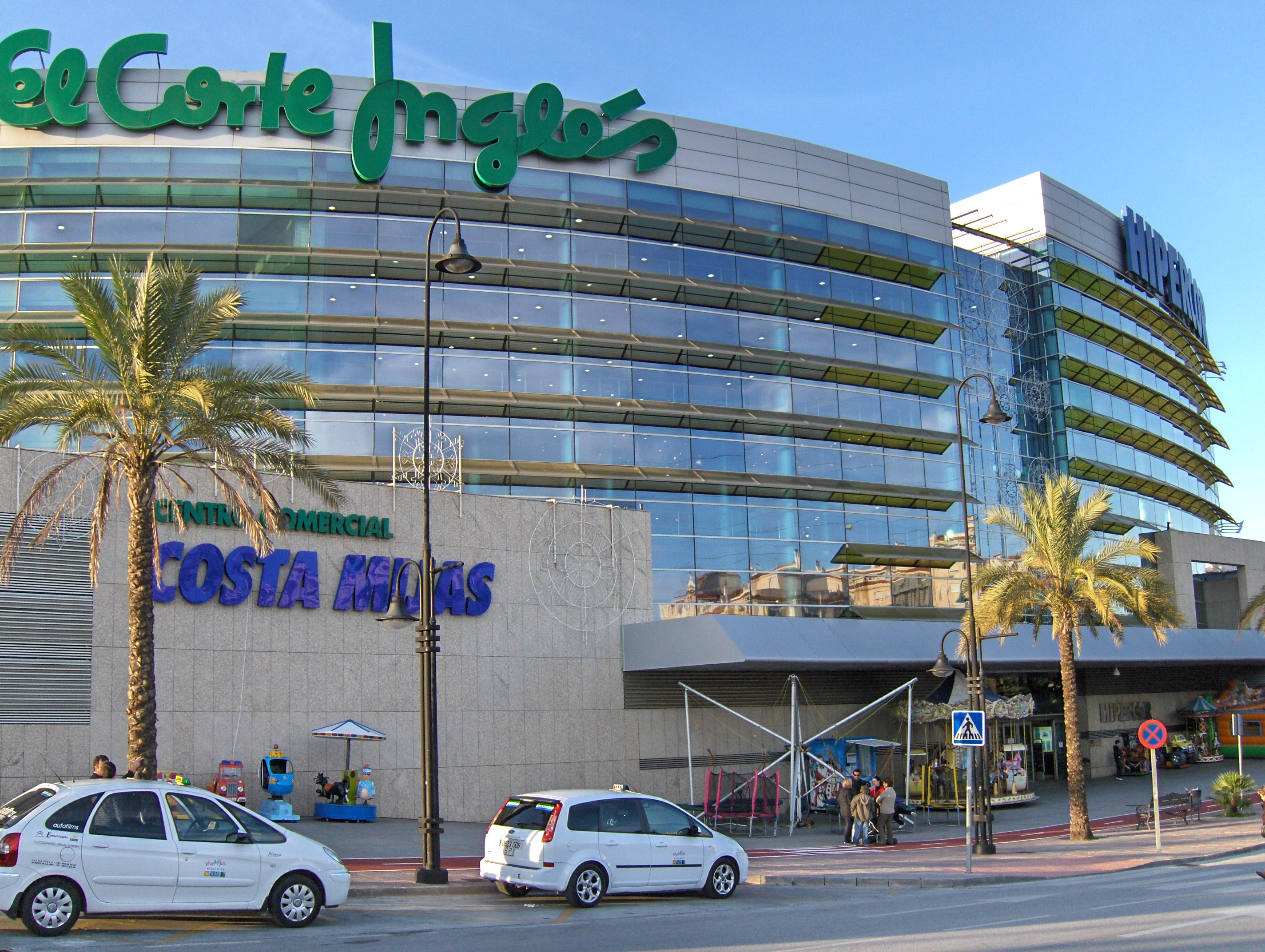
Centro Comercial Costa Mijas.

Las Lagunas está comunicada con otras localidades vecinas mediante varias rutas de autobús urbano y del Consorcio de Transporte Metropolitano del Área de Málaga. Pueden consultarse en el siguiente enlace.

## Fiestas

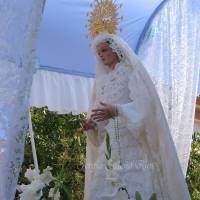
Virgen de la Paz, Patrona de Las Lagunas

A finales de enero sale en procesión la Virgen de la Paz, patrona de Las Lagunas, la cual realiza un breve recorrido por las calles del municipio. Esta procesión es organizada por la Hermandad de Jesús Vivo, Nuestra Señora de la Paz y Nuestra Señora de la Piedad, de la Parroquia San Manuel, de la cual la Virgen de la Paz es titular.
El 13 de mayo con motivo de la festividad de la Virgen de Fátima sale en procesión dicha imagen desde su propia capilla, en rezo del Santo Rosario.
Cuaresma y Semana Santa
- El primer viernes de marzo se celebra la festividad de Nuestro Padre Jesús de Medinaceli, ese día la imagen está expuesta en besapies durante todo el día. Al día siguiente, el Grupo Parroquial Nuestro Padre Jesús de Medinaceli organiza un Vía Crucis con la imagen del Cristo de Medinaceli por las calles cercanas a la Parroquia.
- El Martes Santo sale en procesión la imagen de Nuestro Padre Jesús de Medinaceli por las calles de Las Lagunas.
- El Jueves Santo se realiza un Vía Crucis viviente por las calles del municipio, a lo largo del recorrido se van representando las diferentes escenas del Vía Crucis.
- El Viernes Santo sale en procesión la Hermandad de Jesús Vivo, se procesionan las imágenes del Santísimo Cristo de la Unión, Nuestra Señora de la Piedad y Nuestra Señora de la Paz.
- La Romería, que se celebra el último domingo de mayo, consiste en la peregrinación acompañando a la imagen de la patrona de Las Lagunas, la Virgen de la Paz, que va en una carreta tirada por bueyes, desde la Parroquia San Manuel hasta el área recreativa "El Esparragal".

En la festividad del "Corpus Christi" sale desde la Parroquia San Manuel una procesión, en la cual participa toda la feligresía, hermandades, movimientos... A destacar el acompañamiento de los niños que han realizado su primera comunión semanas antes, puesto que van vestidos con sus trajes de primera comunión. El trono del Señor normalmente es llevado por el grupo de jóvenes de confirmación de la parroquia.
La feria de Las Lagunas o también llamada feria de la Virgen de la Paz en honor a la patrona del barrio mijeño suele ser a finales del mes de junio de la mano de la inauguración del Alcalde de Mijas.
Es la primera de las tres grandes fiestas mijeñas ya que a continuación en julio serán las de La Cala y en septiembre las de Mijas. El Recinto ferial de Las Lagunas tiene 2.000 m² y en el que durante las fiestas se instalan casetas, luminarias y atracciones.
En Las Lagunas hay muchas otras fiestas entre los barrios del núcleo mijeño como la Verbenas de los barrios Tamixa, Juncal o Doña Ermita.

## Deportes
En Polideportivo municipal de Las Lagunas, en el que se pueden practicar Baloncesto, Balonmano, Tenis, Karate, Natación, Judo, Frontón, Aikidō, Fútbol sala, Kickboxing, Pádel, Tenis de Mesa, K-1, Spinning, Aerobic, Natación para embarazadas, Escuela de Espalda, Bádminton. Hay dos equipos federados de fútbol: La A.D Las Lagunas y el Candor C.F. y uno de baloncesto, el E.B. Mijas.